# Hellyeah
Hellyeah psáno HELLYEAH byla americká heavy metalová superskupina vytvořená v Dallasu v roce 2006. Aktuální sestava kapely se skládá ze zpěváka Chada Graye, kytaristů Christiana Bradyho a Toma Maxwella, bassisty Kyla Sanderse a bicmena Roye Mayorgy. Myšlenka na vytvoření superskupiny vznikla v roce 2000 na turné Tattoo the Earth, ačkoliv plány byly neustále pozastavovány. V létě 2006 se konečně povedlo kapele brát projekt vážně a nahrát své první album. Nahráno ve studiu Chasin 'Jason u Dimebaga Darrella a Vinnieho Paula, jejich stejnojmenné album vstoupilo do ' 'Billboard' '200 jako 9, prodávající 45 000 kopií. Kritik z AllMusic William Ruhlmann uvedl, že album je „kompetentním příkladem jeho žánru“ udělujícímu albu tři a půl hvězdy.  

## Historie

### Formování a první dny existence (2000–2006)
Začátky Hellyeah lze vysledovat až do roku 2000 na turné Tattoo the Earth s Mudvayne, Nothingface, Slayer, Slipknot a Sevendust. Kytarista Nothingface Tom Maxwell se spřátelil se zpěvákem Mudvayne Chadem Grayem a hovořili o možnosti vytvoření superskupiny. Následující rok Nothingface cestovali s Mudvayne a rozhovory o vytvoření superskupiny pokračovaly, i když byly kvůli neustálým plánovacím konfliktům neustále pozastaveny. V této době, Gray a Maxwell měli asi pět jmen kapely.
Vytrvalost kapely se vyplatila a Vinnie Paul (Pantera a hrál také v podobném projektu jako Hellyeah – Damageplan s budoucím členem Bobem Zillou) se připojil k projektu. Paul komentoval připojení k projektu: „Všichni jsme na správném místě jdeme nakopat světu zadek“.
V jejich předchozích kapelách byl vždy pouze jeden kytarista, takže mít dva byla nová zkušenost pro všechny členy. Paul cítil, že dva kytaristé přinesli zpět „starou školu Iron Maiden, kde hrají dvě části a dávají vám hrubou rytmickou část s melodií kurva nahoře“. V roce 2006 neměli Mudvayne žádné plány na turné , zatímco Nothingface se chystali nahrát své další album. Čas přes léto umožnil kapele pokračovat v projektu, o kterém se mluvilo celá léta.
Gray letěl do Baltimoru do domácího studia Nothingface, aby o projektu dále diskutoval. Píseň „Waging War“ byla napsána za dva dny, poté ji Maxwell nahrával další den a Gray dokončoval vokály. Během léta 2006, plány byly jasné – nahrát studiové album. Album bylo nahráno v Paulově dvorním studiu Chasin 'Jason v Arlingtonu v Texasu. Paul s fotografiemi svého zesnulého bratra Dimebaga zjistil, že je těžké vstoupit do studia, kde byla zaznamenána poslední alba Damageplan, Pantery a spolupráce Rebel Meets Rebel, cítil „temný mrak, který tam byl,“ ale díky ostatním členům i pozitivní energie. Maxwell a Greg Tribbett (který přišel také z Mudvayne) byli primárními autory alba a Paul tam byl, aby je „nasměroval správným směrem“, přičemž Gray přidal svůj názor na hudební aranžmá.
Paul zajistil aby se cítili při nahrávání pohodlně. Paul byl producentem a Gray cítil že Paul „usnadnil celou věc“. Album bylo dokončeno zhruba za měsíc, se třemi nahrávkami. Kapela pracovala na desce osm dní a vrátila se domů odpočinout. Pote je čekalo ještě několik dní ve studiu. Gray tvrdí, že pauzy mezi nahrávkami byly „dobíjely baterie“ a „a mít čistou hlavu“. Jakmile byla sestava kompletní, začala kapela debatovat o jménech. Když někoho z kapely napadlo jméno, zapsal jej na kus papíru. Někdo napsal „Hellyeah“ a kapela si myslela, že je to perfektní volba. Paul říká, že je to „velmi pozitivní a plné energie. Když se váš kamarád zeptá, jestli chcete pivo, neříkáte jen „ano,“ říkáte, „Hellyeah! (kurva jo!)“.

### Debutové album (2007–2008)
Revolver byl jednou z prvních tištěných publikací, které uvedly kapelu v březnu 2007. Song s názvem „Hellyeah“ začal získávat satelitní rozhlasové vysílání v únoru 2007 a první singl „You Wouldn't Know“ zasáhl americké rozhlasové vlny ve stejném měsíci. „You Wouldn't Know“, vrcholil na 5. místě v Hot Mainstream Rock Tracks a 35 na Hot Modern Rock Tracks. Druhý singl alba „Alcohaulin 'Ass“ dosáhl vrcholu na 7. místě v Hot Mainstream Rock Tracks. Album Hellyeah bylo vydáno 10. dubna 2007 prostřednictvím Epic Records. Album debutovalo 9 v Billboard 200 , s prodejem těsně pod 45,000. Album vrcholilo na albech Top Hard Rock na číslech 15, a na čísle 3 na albech Top Rock.

### Deska Stampede (2009–2010)
Na jaře 2010 Hellyeah jeli na turné s: Seether, Five Finger Death Punch, Drowning Pool a Lacuna Coil. První datum bylo 11. května 2010 v Madisonu. Bylo také potvrzeno, že budou headlineři na festivalu Download 2010. V roce 2009 skupina odhalila, že ve studiu nahrávají nové album, později se ukázalo, že se jmenuje Stampede.
Pro Stampede členové šli do domácího studia bubeníka Vinnieho Paula, kde byl proces nahrávání zahalený v uvolněné atmosféře bez tlaku, obklopený povinnými koktejly, dobrým jídlem a rodinným bratrstvím. „Dělali jsme to jen v mém domě. Jedli jsme, pili společně, díky nimž se v hudbě stalo bratrství,“ řekl Paul. Členové kapely žili v chatkách na pozemku a změnili Paulův dům ve studio. Bubny byly nahrávány dole a kytary byly nahrávány nahoře, s video obrazovkami v každé místnosti, takže členové mohli vidět jeden druhého při sledování. „Je to široké, rozmanité album, které pokrývá rock, heavy metal a Southern rock. To je hlavní věc, která se mi na tom líbí: není to tak zaměřené na jednu věc,“ řekl Paul. Vysoké stropy v Paulově domě umožnily vytvoření velkého, vzkvétajícího zvuku. Také byli schopni pracovat vlastním tempem. „Spali jsme tam, takže kdyby jeden z nás právě přišel s nápadem, mohli jsme se do toho hned pustit,“ řekl kytarista Tom Maxwell.
„Cowboy Way“, píseň z nového alba, byla vydána ke stažení zdarma prostřednictvím webové stránky kapely 21. dubna 2010. Klip pro „Cowboy Way“ měl premiéru 20. května 2010. První singl „Hell of a Time“, byl vydán 1. června 2010. Klip k „Hell of Time“ měl premiéru 16. června 2010. Písnička „The Debt That All Men Pay“ měla premiéru v Ultimate Guitar 22. června 2010. Stampede bylo vydáno 13. července 2010 prostřednictvím Epic Records a prodalo se 28 000 kopií v prvním týdnu jeho vydání, debutovalo na č. 8 na Billboard 200, což z něj činí dosud největší hitparádové album kapely.
Bylo potvrzeno, že skupina zahraje na Rockstar Energy Drink Uproar Festival spolu s dalšími headlinery Disturbed, Avenged Sevenfold, Stone Sour a Halestorm.

### Band of Brothers (2011–2012)
Hellyeah dokončili nahrávání nového alba s názvem Band of Brothers a byli velmi spokojení s produkcí nahrávky; kterou produkoval Jeremy Parker, který produkoval alba pro Godsmack a Evanescence, nahráno opět v domě Vinnieho Paula v Arlingtonu, VP's Upstairs Studio. Band of Brothers bylo vydáno 17. července 2012. Singl „War In Me“ byl vydán na iTunes 3. dubna 2012. Singl „Band of Brothers“ byl uveden na začátku května s klipem a bude uveden na iTunes.
V neděli 16. června 2013 hráli Download Festival a v neděli 30. června 2013 hráli na Graspop Metal Meeting.
V červenci 2013 byli součástí Gigantour 2013 vedeného tradičně Megadeth. Jednou z hrajících kapel byli i Black Label Society, jejichž frontmen Zakk Wylde měl blízko k Dimebagovi i Vinniemu Paulovi.

### Změny v sestavě a Blood for Blood (2013–2015)
Na konci roku 2013 skupina zveřejnila na Facebooku a podrobně uvedla, že právě připravují a nahrávají své další album. Skupina vydala několik krátkých klipů, které ukazují některé probíhající práce s kytarou. V roce 2014 skupina oznámila seznam skladeb a název svého alba „Blood for Blood“, vydaného 10. června. Bylo také oznámeno, že kytarista Greg Tribbett a basista Bob „Zilla“ Kakaha opustili kapelu a brzy byli nahrazeni Christianem Bradym, bývalý kytaristou Magna-Fi a Überschall, a basistou Kylem Sandersem, bývalý člen Skrew, Bloodsimple a MonstrO, a bratr Troye Sanderse z Mastodon. Hellyeah a Adrenaline Mob společně oznámili několik termínů turné. 3. června bylo k dispozici celé album pro streamování přes YouTube.
V roce 2015 Hellyeah vydali oficiální video pro třetí singl „Hush“. Píseň byla také propagovala kampaň „No more“ proti domácímu násilí.
Slayer byl vybrán, aby se stal headlinerem festivalu Rockstar Energy Mayhem 2015. Kapely Hellyeah, King Diamond, The Devil Wears Prada, Thy Art Is Murder, Whitechapel, Jungle Rot, Sister Sin, Sworn In, Shattered Sun, Feed It To The Sharks, Code Orange & Kissing Candice se také zúčastnily Rockstar Tour. Festival pokrývá 26 zastávek od 26. července do 2. srpna.

### Unden!able (2016–2017)
V roce 2016 skupina vydala novou píseň s názvem „Human“ ze svého pátého studiového alba. Album bylo označeno jako Unden!able a vyšlo 3. června 2016. Tom Maxwell prohlásil, že na albu bude „spousta věcí, které nikdy předtím nezkoušeli“, tedy více „náladové, temné a drcené“. Součástí alba je i cover „I Don't Care Anymore“ od Phila Collinse, který obsahuje archivovanou kytarovou nahrávku Dimebaga Darrella nahranou před jeho smrtí.

### Welcome Home a úmrtí Vinnieho Paula (2018–2019)
26. října 2017, web Blabbermouth.net oznámil, že skupina začne nahrávat na své šesté studiové album na začátku listopadu.
Vinnie Paul zemřel 22. června 2018; jeho příčina smrti byla později oznámena jako dilatační kardiomyopatie a choroba koronárních tepen. Paul byl naposledy viděn na veřejném večírku na rockovém koncertu v Beauty Bar Las Vegas krátce před smrtí. Zhruba v téže době Vinnie nahrál bicí pro šesté album Hellyeah v nahrávacím studiu The Hideout v Las Vegas.
14. března 2019, skupina oznámila, že nové album bude vydáno 28. června, a singl „333“ byl také vydán.
6. května 2019 Hellyeah na své oficiální stránce na Facebooku oznámila, že bubeník Stone Sour Roy Mayorga se připojí k Hellyeah pro jejich nadcházející show 11. května 2019, která vzdává hold Vinniemu Paulovi.
„Přivítejte prosím, našeho drahého přítele a bratra Roye Mayorgu, který bude hostovat za bicí soupravou, když ctíme našeho bratra Vinnieho Paula. Tito muži měli k sobě tolik lásky a vzájemného respektu, takže náš přechod je mnohem snazší.“
O týden později, skupina oznámila Mayorgu jako nový bubeníka pro Hellyeah, a potvrzují Welcome Home jako titul jejich nového alba a že datum vydání bylo posunuto zpátky do 27. září.
13. září 2019 vydali singl Black Flag Army.
V dubnu 2021 skupina oznámila že si dá oddech, důvodem ale byl i reunion Mudvayne.

## Hudební styl
Bubeník Vinnie Paul, označil zvuk skupiny jako „známý groove s novým zvukem“. Recenzent Blabbermouth.net Don Kaye komentoval „s malou složitostí Mudvayne nebo úhlem Nothingface a mnohem více plnohodnotným stylem předchozího díla Vinnieho Paula“. Hellyeah byli klasifikováni jako heavy metal křížený s groove metalem.

## Diskografie
- Hellyeah (2007)
- Stampede (2010)
- Band of Brothers (2012)
- Blood for Blood (2014)
- Unden!able (2016)
- Welcome Home (2019)

## Členové
Současní
- Chad Gray – zpěv (2006–2021)
- Tom Maxwell – rytmická a sólová kytara, doprovodný zpěv (2006–2021)
- Christian Brady – sólová a rytmická kytara, doprovodný zpěv (2014–2021)
- Kyle Sanders – baskytara, doprovodný zpěv (2014–2021)
- Roy Mayorga – bicí (2019–2021)

Bývalí
- Jerry Montano – baskytara, doprovodný zpěv (2006–2007)
- Greg Tribbett – sólová a rytmická kytara, doprovodný zpěv (2006–2014)
- Bob Zilla – baskytara, doprovodný zpěv (2007–2014)
- Vinnie Paul – bicí, perkuse (2006–2018) (zemřel)

#### Hostující
- Kevin Churko – baskytara, doprovodný zpěv (2014)

Timeline